# Ariel (Disney)
Ariel è un personaggio immaginario e la protagonista femminile nel 28º film d'animazione della Walt Disney Pictures La sirenetta (1989). Ariel è doppiata da Jodi Benson in tutte le apparizioni animate e nel merchandising ufficiale. È la quarta nella formazione ufficiale delle Principesse Disney dopo Aurora e prima di Belle, l'unica principessa Disney non umana e la sola a essere diventata madre.
Ariel è la settima figlia del re Tritone e della regina Atena di un regno sottomarino di tritoni, sirene e animali intelligenti chiamato "Atlantica". Il Classico Disney originale ruppe gli schemi sociali e Ariel fu un esempio di ribellione e tenacia, desiderando ardentemente far parte del mondo umano. Sposa il principe Eric, che ha salvato da un naufragio e di nuovo da Ursula quando quest'ultima stava per ucciderlo (la prima volta nella storia delle Principesse Disney), e insieme hanno una figlia, Melody (sebbene i film direct-to-video e realizzati da DisneyToon Studios non siano considerati canonici).
È basata sul personaggio del titolo della fiaba del 1837 di Hans Christian Andersen, ma è stata sviluppata in un personaggio diverso per l'adattamento del film d'animazione del 1989. Ariel ha ricevuto un'accoglienza mista dalla critica; alcune pubblicazioni come Time la criticano per essere troppo devota a Eric mentre altre, come Empire, lodano il personaggio per la sua personalità ribelle, un allontanamento dai precedenti ruoli delle Principesse Disney.
Nel remake live-action del film d'animazione del 1989, diretto da Rob Marshall, Ariel viene interpretata da Halle Bailey.

## Biografia del personaggio

### La sirenetta(1989)
Ariel appare per la prima volta in La sirenetta (1989), in cui viene mostrata come avventurosa e curiosa per il mondo degli umani, un'attrazione che infastidisce sia suo padre Re Tritone sia il suo compositore di corte Sebastian, poiché ai tritoni e alle sirene non è permesso stabilire un contatto con il mondo umano. Lei e Flounder vanno alla ricerca di oggetti umani, che portano da un gabbiano di nome Scuttle per la valutazione. Ariel si innamora di un principe umano di nome Eric dopo averlo salvato dall'annegamento, ma successivamente suo padre scopre l'accaduto e per rabbia distrugge i manufatti umani della figlia compresa la statua di Eric per convincere Ariel a lasciar perdere ma questo si rivela un terribile errore perché Ariel sentendosi ferita e per nulla capita dal padre fa visita alla strega del mare, Ursula, che accetta di trasformarla in un essere umano in cambio della sua voce. Ariel deve far innamorare il principe Eric di lei e baciarla romanticamente entro tre giorni, se ci riuscirà riavrà la sua voce e potrà restare con Eric per il resto della vita in caso contrario tornerà una sirena e apparterrà a Ursula per sempre e Ariel decide di accettare pur conoscendone i rischi che corre.
Sconosciuto ad Ariel, questo accordo fa parte del piano più grande di Ursula per intrappolare il padre di Ariel, il re Tritone, e rubare il suo tridente magico. Dopo essere stata trasformata, Ariel ha scoperto di non poter più respirare sott'acqua, né nuotare come dovrebbe. Sebastian e Flounder la portano in superficie. Viene presto trovata da Eric e riportata al suo castello. Ariel riesce quasi a ottenere il "bacio del vero amore", ma viene fermata dalle tattiche subdole di Ursula che ha capito che pur avendo privato Ariel della voce con l'aiuto dei suoi amici è stata in grado di sopperire a questa mancanza e che Eric si è comunque innamorato profondamente di lei. Per non correre rischi Ursula quella notte si trasforma in un'umana, chiamandosi "Vanessa" e usando la voce di Ariel, e strega Eric per fargliela sposare il giorno dopo. Dopo aver appreso da Scuttle che la donna è Ursula sotto mentite spoglie, Scuttle interrompe il matrimonio e distrugge la conchiglia in cui Ursula aveva rinchiusa la voce di Ariel e grazie a ciò la principessa riacquista la voce, ma il sole tramonta mentre Ariel e il principe Eric stanno per baciarsi, trasformando Ariel di nuovo in una sirena. Ursula approfittando della situazione riprende il suo vero aspetto e afferrata Ariel la trascina in mare con sé. In quel momento giunge Tritone che minaccia la strega col proprio tridente ordinando di lasciare la figlia ma Ursula rifiuta rivelando il patto stipulato tra lei e Ariel. Tritone tenta a quel punto di distruggere il contratto con i poteri del suo tridente ma scopre con suo grande shock che il contratto essendo di natura magica è indistruttibile e quindi impossibile da distruggere perfino con il potere del suo tridente magico. Ursula malignamente offre a Tritone una possibilità per salvare la figlia ovvero che se vuole salvare Ariel dalla schiavitù deve sostituire la firma di Ariel con la sua sul contratto. 
Tritone accetta e si scambia per Ariel, consentendo a Ursula di rubare la sua corona e permettendole di reclamare il suo tridente, una cosa che fa arrabbiare Ariel, che non permetterà a Ursula di distruggere i tritoni e gli umani. Nella battaglia che segue, Ariel è intrappolata sul fondo di un vortice. Prima che Ursula possa ucciderla, Eric trafigge Ursula con la prua scheggiata di una nave abbandonata. Dopo la morte di Ursula, il suo incantesimo viene spezzato e il re Tritone e le sirene tornano alla normalità. Alla fine del film, dopo che il re Tritone ha usato il suo tridente magico per trasformare Ariel in un essere umano, lei lascia il mare per vivere nel mondo umano. Lei ed Eric si sposano e vivono felici e contenti.

### La sirenetta - Le nuove avventure marine di Ariel(1992-1994)
Una serie televisiva prequel andata in onda originariamente dal 1992 al 1994, descrive la vita di Ariel come una sirena sotto il mare con Sebastian, Flounder e suo padre. Ariel appare in tutti i 31 episodi della serie, ambientata in un periodo non specificato prima del primo film. La serie segue le avventure di Ariel con i suoi amici e la sua famiglia e talvolta vede Ariel sventare i tentativi dei nemici che intendono danneggiare lei o il regno di Atlantica.
Le relazioni di Ariel con i vari personaggi del film vengono evidenziate e ampliate, come l'amore e il conflitto occasionale tra Ariel e suo padre, il modo in cui Ariel ha incontrato Flounder e Scuttle, le relazioni tra Ariel e le sue sorelle e la paura iniziale di Ariel e l'evitamento di Ursula la strega del mare. Vengono anche introdotti altri nuovi personaggi ricorrenti, come il tritone orfano Urchin e la sirena muta Gabriella che diventano amici di Ariel, altri personaggi introdotti come nemici di Ariel. La madre di Ariel è assente, essendo già morta prima degli eventi della serie, anche se occasionalmente viene menzionata in termini vaghi.

### La sirenetta II - Ritorno agli abissi(2000)
Nel sequel Ariel, ora la nuova regina del regno di Eric, ha dato alla luce una figlia di nome Melody. Quando la sicurezza di Melody viene minacciata dalla sorella di Ursula, Morgana, dopo averla usata come ostaggio per prendere il tridente di Tritone, Ariel e suo marito Eric decidono che devono tenere Melody lontana dal mare. Così costruiscono un grande muro per separarlo dal castello.
Ma l'amore per il mare di Melody si rivela troppo forte e fa visita a Morgana, che la trasforma temporaneamente in una sirena. Re Tritone usa il suo tridente per trasformare Ariel nella sua stessa forma di sirena per trovare e salvare Melody. Morgana inganna Melody facendogli prendere parte a un complotto per rubare il tridente di suo nonno, re Tritone. Insieme a Tip il pinguino e Dash il tricheco va ad Atlantica e riesce ad acquisire il tridente. Ariel arriva mentre tornano con esso da Morgana e cerca di convincere Melody a restituire il tridente. Morgana poi rivela le sue vere intenzioni. Dice con calma che l'incantesimo che ha trasformato Melody in sirena svanirà al tramonto, quindi usa la magia del tridente per dominare l'oceano, salendo in superficie per gongolare. Arrivano Scuttle, Tritone, Sebastian ed Eric, e ne consegue una battaglia contro Morgana e i suoi tirapiedi. Subito dopo il tramonto, l'incantesimo di Morgana svanisce e Melody torna alla forma umana. Ariel salva Eric da Cloak e Dagger che lo hanno legato e tirato nelle profondità e Melody riesce ad afferrare il tridente e lo restituisce a Re Tritone, che poi punisce Morgana mandandola sul fondo dell'oceano congelata in un blocco di ghiaccio.
Tritone restituisce Ariel alla forma umana, il muro che separa il castello di Eric dal mare viene abbattuto e il contatto tra umani e tritoni viene ripristinato.

### La sirenetta - Quando tutto ebbe inizio(2008)
Il prologo del prequel (2008) mostra Ariel come una giovane sirena, che vive felicemente con suo padre, il re Tritone, sua madre, la regina Atena, e le sue sei sorelle maggiori. Mentre Ariel e la sua famiglia si rilassano in una laguna, una nave pirata si avvicina e tutti fuggono tranne Atena, che torna per recuperare un carillon che Tritone le aveva dato e viene uccisa quando la nave la schiaccia. In seguito, un re Tritone devastato bandisce tutta la musica da Atlantica e lancia il carillon in profondità nell'oceano. Ariel e le sue sorelle crescono dimenticando la musica e vivendo secondo le rigide regole del padre, imposte da Marina Del Rey, la loro governante.
Ariel incontra Flounder e lo segue in un club sotterraneo segreto dove Sebastian e la sua band suonano musica. Lì canta la canzone "I Remember", che le ricorda il suo lontano passato circondato dall'amore e dalla musica, e di sua madre. Ariel presenta le sue sorelle al club, ma alla fine vengono catturate grazie a Marina, che le aveva seguite. Sebastian e la sua band vengono imprigionati e il club viene chiuso per ordine di Tritone. Dopo aver litigato con Tritone, Ariel fa evadere la banda dalla prigione e scappa con loro.
Con l'assistenza di Sebastian, Ariel trova il carillon di sua madre e decidono di restituirlo a Tritone. Sulla via del ritorno ad Atlantica, incontrano Marina e ne segue una lotta in cui Ariel perde i sensi, testimoniata da Tritone. Ariel si riprende completamente e un Tritone pieno di rimorsi consente alla musica di tornare ad Atlantica.

### La sirenetta(2023)
In questo film Ariel è una sirena afroamericana (interpretata da Halle Bailey), nata ad Atlantica dai suoi genitori, Tritone e Athena. Ha anche sei sorelle più grandi: Mala, Indira, Caspia, Tamika, Karina e Perla.
Nonostante la morte della madre per mano di un umano, Ariel non ha sviluppato alcun pregiudizio contro gli umani come suo padre e la maggior parte delle sue altre sorelle. Invece, ha finito per sviluppare un fascino per gli umani.
Vagando per la barriera corallina, Ariel trova un cannocchiale e cerca di capirne l'uso mentre Flounder cerca di convincerla a tornare a palazzo. Ignorando il consiglio dell'amico, continua ad andare dritta, arrivando all'ingresso di un oscuro abisso dove sono finiti diversi naufragi. Incuriosita da una nuova nave, Ariel sceglie di avvicinarsi di più con un riluttante Flounder e, dopo aver visto l'interno, deduce che si trattava di una nave da guerra a causa dei numerosi cannoni prima di esplorare l'interno.
Nella cabina, trova una forchetta, che confonde con un tridente in miniatura, poi trova uno specchio, il cui riflesso spaventa un po' Flounder. All'improvviso, uno squalo bianco sfonda la cabina e cerca di mangiare Ariel e Flounder, che nuotano il più velocemente possibile attraverso la barca per sfuggire alla bestia. Flounder si ritrova intorpidito nella sabbia, ma Ariel lo salva dallo squalo ingannando il predatore con lo specchio, facendogli correre contro e rimanendoci incastrato. Ariel poi se ne va, prendendo Flounder nella sua borsa per assicurarsi di non perderlo.
Appena ripresosi dall'avventura, Flounder è sorpreso dall'improvvisa immersione di qualcosa di fronte a lui, ma Ariel lo rassicura che è solo la loro amica sula settentrionale, Scuttle, che sta pescando per il suo pasto. Ariel condivide con Scuttle le sue precedenti scoperte in modo che l'uccello subacqueo possa identificare gli oggetti per lei grazie alla sua "conoscenza" del mondo umano. Scuttle scambia la forchetta per un oggetto per spazzolarsi i capelli, spingendo Ariel a provare sui suoi capelli nella speranza di vedere qualcuno farlo in superficie, non con l'approvazione di Flounder poiché Tritone proibisce alle sirene di andare in superficie, cosa che Ariel non sopporta perché non crede che gli umani siano così pericolosi. Il trio viene interrotto da un Sebastian che è venuto a ricordare ad Ariel che la Luna Corallina è per stasera e che le sue sei sorelle sono già lì. Rendendosi conto della sua dimenticanza, Ariel dice addio a Scuttle prima di tornare in fretta al palazzo.
Ariel viene rimproverata dal padre per essersi persa la riunione con le sorelle. Si scusa per questo, ma quando Flounder parla dell'attacco dello squalo, Tritone si arrabbia ancora di più perché più di una volta ha proibito alla figlia di andare in quelle zone dell'oceano, mentre rimproverava il suo interesse per gli umani. Ariel afferma di voler solo saperne di più su di loro, nonostante Tritone pensi che sappia già tutto quello che c'è da sapere, portando la discussione al punto che Tritone paragona l'incoscienza di Ariel alla sua defunta madre, a cui Ariel risponde che è perché è sua figlia, cosa che Tritone accetta. Suo padre perde la pazienza con lei e ripete la sua richiesta che segua le regole del suo oceano, una Ariel sconvolta e delusa se ne va senza dire una parola.
Ariel si dirige quindi verso il suo nascondiglio segreto dove conserva ogni oggetto di superficie che trova. Dice apertamente a Flounder che suo padre non è in grado di ascoltarla perché è troppo diversa da lui, soprattutto perché non crede che un popolo che crea cose così belle possa essere così barbaro. Inizia a cantare Part of Your World per esprimere la malinconia di quanto la sua vita da sirena non le basti più e che le piacerebbe tanto scoprire la vita in superficie da sola. Improvvisamente, Ariel viene attratta da lampi di luce provenienti dal cielo e va a vedere di cosa si tratta, nonostante l'obiezione di Flounder.
Con la testa fuori dall'acqua, Ariel ammira i fuochi d'artificio sparati da una barca vicina. Salendo su una canoa, osserva gli uomini che ballano e cantano sul bordo della ringhiera, poi inizia a interessarsi al principe Eric che stava anche festeggiando con i suoi uomini prima di essere avvicinato da Max, il cane della nave, con cui interagisce amichevolmente, accarezzandogli la testa. Poi ascolta Eric esprimere la sua frustrazione a Grimsby per i suoi doveri reali che limitano la sua gioia di vivere, qualcosa con cui Ariel si identifica e arriva rapidamente ad ammirare la mentalità aperta del giovane principe. Mentre si avvicina una tempesta, Ariel si aggrappa alla nave mentre il tempo peggiora finché non salta in mare prima che la barca si schianti contro una barriera corallina. La nave prende fuoco e l'intero equipaggio evacua, solo per far cadere Eric privo di sensi dalla barca dopo aver salvato Max, ma Ariel si tuffa verso di lui e lo salva dall'annegamento.
Ariel porta Eric alla spiaggia e si assicura che sia ancora vivo, finché non ricomincia a respirare. Ariel inizia a cantare all'umano ferito e appena cosciente, apparentemente esprimendo i sentimenti che aveva provato di recente per lui, uniti al suo desiderio di vivere tra gli umani. Grimsby e le guardie arrivano alla spiaggia in cerca di Eric, costringendo Ariel a tornare nell'oceano e osservare nascosta dietro una roccia cosa sta succedendo. Poi conclude appassionatamente la sua canzone sul suo sogno ormai decuplo, non solo di appartenere al mondo umano ma anche di vivere accanto a Eric.
Il comportamento distratto di Ariel viene criticato dalle sue sorelle. Sentendo questo, Tritone chiede spiegazioni al suo consigliere Sebastian il granchio, che gli rivela che la figlia ha salvato la vita a un umano. Deluso e arrabbiato, il re si reca alla grotta della figlia per affrontarla; giunto a destinazione, Tritone rimprovera Ariel per esser andata in superficie e per punirla distrugge con il suo tridente tutta la sua collezione di oggetti umani. Dopo che Tritone se ne va, Ariel scoppia a piangere, venendo poi avvicinata da una coppia di murene che le mostrano un'immagine della strega del mare Ursula, la sorella minore di Tritone e zia della protagonista, che è stata bandita da Atlantica anni prima, la quale si offre di aiutare la sirena.
Ariel segue le murene fino al covo di Ursula, che le propone un patto: la trasformerà in un'umana per tre giorni, durante i quali la sirena deve ricevere il "bacio del vero amore" da Eric se vuole rimanere un'umana per sempre. Ma se dovesse fallire, si ritrasformerà in una sirena e apparterrà a Ursula. Inoltre Ariel deve rinunciare alla sua coda, alla capacità di respirare sott'acqua e come pagamento alla sua voce di sirena, che Ursula conserverà in una conchiglia di nautilus attorno al suo collo. Ariel accetta il patto e riceve le gambe umane, venendo portata in superficie da Flounder e Sebastian, dopodiché viene salvata da un pescatore, che la porta nel regno dell'isola e al castello di Eric. Mentre Ariel si meraviglia delle meraviglie del mondo umano che finalmente ha davanti agli occhi (tramite la canzone For the First Time) scopre che Il principe, sta cercando la ragazza che gli ha salvato la vita, il quale si precipita a incontrare Ariel quando viene a sapere del suo arrivo. Quest'ultima è emozionata, ma non avendo più la voce, Eric si allontana immediatamente. Più tardi quella sera, Ariel esplora il castello e trova la collezione di oggetti che il principe aveva accumulato durante i suoi viaggi. I due trascorrono la serata insieme esaminando attentamente la sua collezione.
Il giorno successivo, Eric porta Ariel a visitare il regno. Sebastian, che ha seguito la sirena sulla terraferma, si rende conto che Ursula ha sabotato l'incantesimo, facendo dimenticare ad Ariel che ha bisogno di baciare Eric. Il granchio, Scuttle e Flounder si assumono dunque il compito di spingere i due a baciarsi. Arrivano quasi a riuscirci, ma vengono ostacolati dalle murene di Ursula. La strega (il cui vero intento è servirsi della nipote per spodestare Tritone), infuriata perché il suo piano stava rischiando di fallire, si trasforma così in una bellissima ragazza di nome Vanessa, usando la voce di sirena di Ariel per ipnotizzare Eric.
La mattina seguente, la protagonista e i suoi amici scoprono che Eric avrebbe annunciato più tardi il suo fidanzamento con Vanessa. Scuttle scopre la vera identità di quest'ultima e informa Ariel, che si precipita alla festa di fidanzamento e affronta Ursula per distruggere la conchiglia intorno al suo collo. Ad Ariel viene restituita la voce e l'incantesimo su Eric viene spezzato. Ma prima che i due possano baciarsi, il sole tramonta e la protagonista si trasforma di nuovo in una sirena. Ursula ritorna alla sua forma originale per poi afferrare la nipote e tuffarsi nell'oceano.
Quest'ultima affronta Tritone, che le ordina di lasciare andare Ariel. Ma Ursula rivela che l'accordo che ha fatto con la sirena è infrangibile. Tritone si offre così di prendere il posto di Ariel e viene ridotto in polvere dalle murene di Ursula, davanti agli occhi della figlia. La strega si impossessa del tridente e della corona di Tritone, ma prima che possa uccidere Ariel, Eric arriva in suo aiuto e la ferma; nella mischia, Ursula uccide accidentalmente le sue murene. Infuriata, la strega si gonfia di collera diventando enorme e col tridente provoca una tempesta per ostacolare Ariel ed Eric. Mentre quest'ultimo distrae Ursula, Ariel si arrampica su una nave emersa e gira il timone al momento giusto, trafiggendo a morte la strega con il bompresso spezzato della nave. Dopo la morte di Ursula, Tritone torna in vita e riconosce il sacrificio di Eric nei confronti suoi e di Ariel. Il principe riesce a tornare a casa, dove Selina si rende conto che l'amore dei due era reale.
Alla fine, Tritone accetta che, sebbene la figlia sia tornata a casa come voleva, è infelice senza Eric. Su consiglio di Sebastian, il re trasforma Ariel in umana in modo permanente, potendo così ricongiungersi a Eric. La coppia decide di viaggiare insieme per il mondo, con la benedizione di entrambi i genitori e il sostegno del popolo di entrambi i loro mondi.

### Ariel(2024)
La serie animata Disney Ariel del 2024 vede il ritorno della protagonista afroamericana da bambina insieme ai suoi amici di sempre e nuovi al suo fianco. In questa serie Ariel, Flounder, Sebastian, il re del mare Tritone, la strega del mare Ursula - chiamata affettuosamente "zietta" dalla protagonista - e tutti gli abitanti del mondo marino di Atlantica sono alleati e amici che, grazie alle canzoni dall'aspetto orecchiabile, all'importanza della voce, alla parola magica, alla creatività, alla lealtà, alla generosità, alla musica e viceversa, incluse le normative già rispettate da tempo, vanno spesso d'accordo e d'amore in tutti gli episodi in onda dal 1° aprile 2025 da lunedì alla domenica all'ora di cena in prima visione televisiva assoluta su Rai Yoyo.

## Caratterizzazione
Ariel è la più giovane delle sette figlie del re Tritone e della regina Atena. Viene spesso vista in compagnia di Flounder, il suo migliore amico, e Sebastian, il consigliere di suo padre che viene spesso incaricato di tenerla d'occhio. Nella serie televisiva e nel primo film, Ariel è affascinata dal mondo umano e spesso va alla ricerca di manufatti umani che colleziona in una grotta segreta. 
Ariel è la prima principessa Disney a essere caratterizzata come indipendente, testarda e determinata. Spesso ribelle, vaga da sola per esplorare l'ambiente circostante, e spesso disobbedisce agli ordini di suo padre o di Sebastian, causando conflitti tra i personaggi. Nel primo film, è raffigurata come disposta a fare cose audaci per stare con il principe Eric, rinunciando persino alla sua voce per diventare umana. Il regista Ron Clements la descrisse come una tipica adolescente, soggetta a errori di giudizio. È anche incredibilmente coraggiosa e la sua curiosità spesso la porta in situazioni pericolose. Nonostante la sua ingenuità e impulsività, dimostra anche di essere seria, attenta e ragionevole in molte occasioni. A differenza di suo padre all'inizio, vede gli umani come creature ambiziose, stupita dalla loro capacità di creare, e va fortemente contro l'idea che tutti siano barbari ed egoisti come risultato degli oggetti che raccoglie. Ariel è gentile, compassionevole, dolce e premurosa con gli altri, indipendentemente dalle circostanze, come illustrato nella serie televisiva. In un primo episodio, Ariel aiuta il tritone orfano Riccio che era caduto in una cattiva folla. In un altro episodio, Ariel fa amicizia con una presunta creatura portasfortuna e la protegge da Ursula e da altri tritoni che desiderano farle del male. Con il suo amico più intimo, Flounder, è confortevole, paziente e protettiva, e ha un buon rapporto anche con Sebastian, nonostante sia contrario alla natura incosciente e avventurosa della sirena. Sebbene non abbia un ottimo rapporto con il padre, specialmente riguardo alle rispettive opinioni sugli umani, gli vuole bene, esitando un momento prima di accettare l'accordo con Ursula, e più tardi attaccando Ursula per aver ridotto il genitore in un polipo, persino chiamando la strega del mare "un mostro". Inizialmente era poco interessata alle questioni amorose, e dopo aver conosciuto il principe Eric si rivela essere una romantica.
Ariel appare da adulta nel film direct-to-video Ritorno agli abissi, dove dà alla luce una figlia di nome Melody, diventando la prima, e attualmente, l'unica principessa Disney a diventare madre. Ariel è protettiva nei confronti di sua figlia, come lo era Tritone con Ariel nel primo film. Dopo che Morgana ha minacciato Ariel e il re Tritone, il principe Eric e Ariel costruiscono un muro attorno al palazzo per proteggere Melody da Morgana e altri terrori dell'oceano. Sebbene la proteggesse, non poteva proteggere la sua curiosità. Il prequel direct-to-video descrive la sua personalità com'era nel film originale dopo che Jodi Benson aveva sostenuto di riportare il personaggio alle sue radici. Ariel è ancora una volta ribelle e dopo che suo padre ha decretato che la musica sia bandita ad Atlantica, scappa con Sebastian e la sua band.

## Concezione e sviluppo
Ariel era basata sul personaggio della fiaba di Hans Christian Andersen, ma il co-regista e scrittore Ron Clements ha ritenuto che la sirena nella storia originale fosse troppo tragica e ha riscritto il personaggio, dando vita ad Ariel.
Jodi Benson, che era prevalentemente un'attrice teatrale, è stata scelta per dare la voce ad Ariel perché i registi sentivano che "era davvero importante che la stessa persona cantasse e parlasse".  Clements affermò che la voce di Benson aveva una dolcezza e una giovinezza uniche. Durante la registrazione della voce per Part of Your World (in italiano Parte del tuo mondo), Benson ha chiesto che le luci in studio fossero abbassate, per creare la sensazione di essere in fondo al mare.
Il design originale di Ariel è stato sviluppato dall'animatore Glen Keane. Il suo aspetto era basato su una serie di fonti di ispirazione, Alyssa Milano (che all'epoca aveva 16 anni oltre a ospitare la realizzazione dello speciale su Disney Channel) e la modella comica Sherri Stoner, che ha fornito riferimenti live-action per gli animatori durante lo sviluppo del film. In seguito avrebbe fatto i riferimenti live-action per Belle (Paige O'Hara) in La bella e la bestia. I movimenti dei capelli di Ariel sott'acqua erano basati sul filmato dell'astronauta Sally Ride mentre era nello spazio. Un ulteriore riferimento è stato dato dalle riprese di Stoner che nuotava in una piscina, che ha anche aiutato a guidare i movimenti acquatici di Ariel. Di tutte le principesse Disney, Ariel è l'unica non originariamente umana, e anche l'unica a essere raffigurata nuda (con l'eccezione del reggiseno) nella scena in cui Ursula la trasforma in umana.
Una sfida nell'animazione di Ariel per il film del 1989 era il colore richiesto per mostrare Ariel negli ambienti mutevoli, sia sotto il mare sia sulla terraferma, per i quali gli animatori richiedevano trentadue modelli a colori, esclusi i cambi di costume. Il colore verde marino della coda da sirena di Ariel era una tonalità appositamente miscelata dal laboratorio di pittura Disney. La scelta del rosso come colore dei capelli di Ariel è stata oggetto di controversia tra i realizzatori e i dirigenti dello studio che volevano che il personaggio avesse i capelli biondi. È stato notato che i capelli rossi contrastavano meglio con la coda verde di Ariel; inoltre il rosso era più facile da scurire del giallo.
In un'intervista, Jodi Benson ha dichiarato che per La sirenetta - Quando tutto ebbe inizio, gli sceneggiatori hanno rivisto la sceneggiatura più volte per assicurarsi che Ariel mantenga la sua rilevanza in un contesto più moderno. Benson si lamentò con loro che avevano scritto Ariel fuori dal personaggio e si suggerì di riportarla alle sue radici.

## Accoglienza

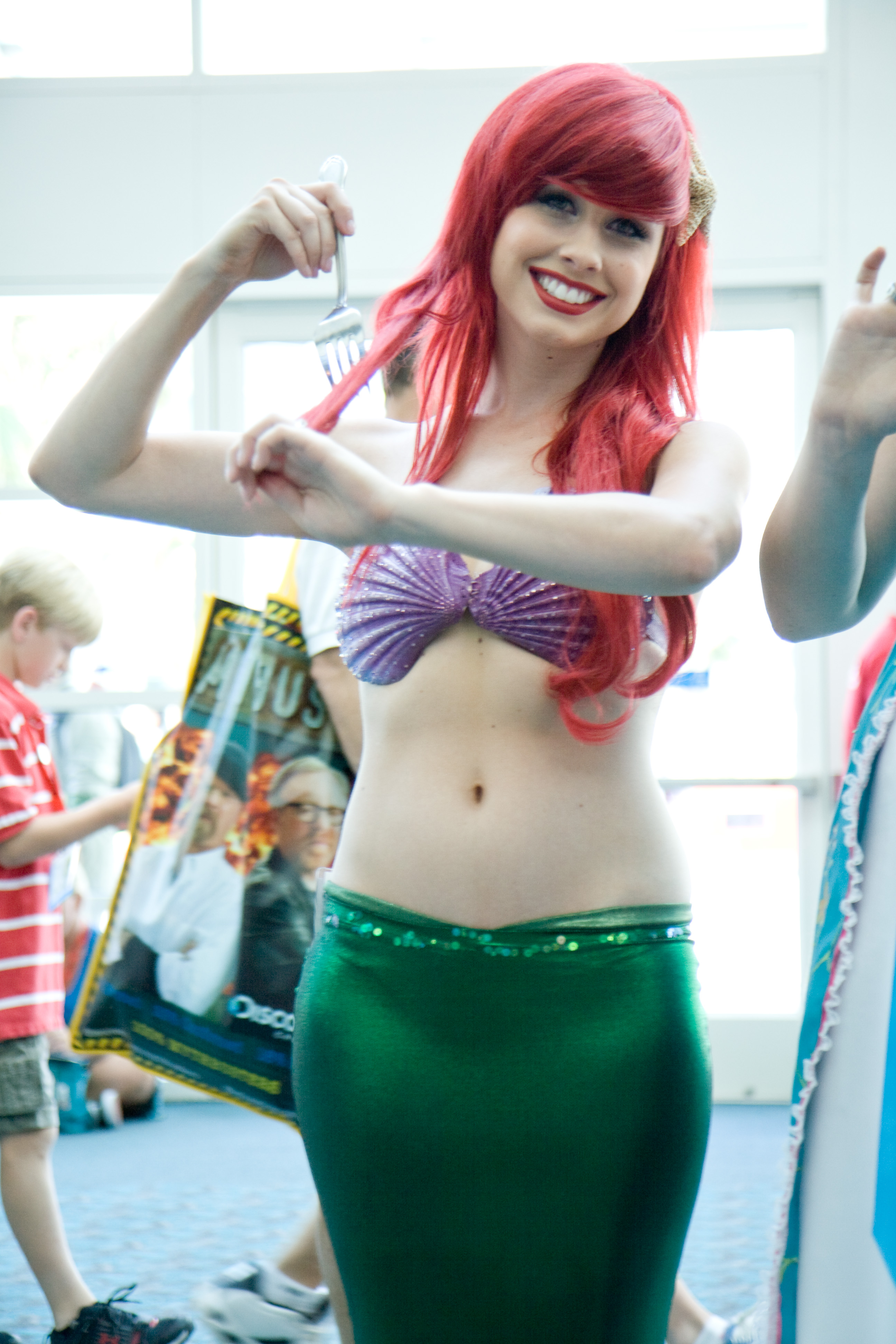
Un cosplay di Ariel

Ariel ha ricevuto un'accoglienza mista da parte della critica. Roger Ebert del Chicago Sun-Times ha elogiato il personaggio, scrivendo che "Ariel è un personaggio femminile pienamente realizzato che pensa e agisce in modo indipendente, anche ribelle, invece di gironzolare passivamente mentre il fato decide il suo destino". James Berardinelli di Reelviews ha scritto che Ariel può essere vista come un modello per futuri eroi ed eroine Disney. Ha anche elogiato la performance vocale di Jodi Benson per il personaggio. In un articolo per Empire, Levi Buchanan ha affermato che Ariel è "potente e autosufficiente". Janet Maslin del New York Times si è complimentata con Ariel, affermando che "gli adolescenti apprezzeranno l'eroina ribelle della storia" e ha continuato lodando l'arguzia di Ariel. Josh Tyler di Cinema Blend ha scritto favorevolmente su Ariel, anche se credeva che il personaggio fosse erotizzato, affermando "La scena in cui Ursula le infila una mano magica in gola per toglierle la voce e le dà parti estremamente nude sotto la vita è quasi stuzzicante, anche se ne sono sicuro ai bambini piccoli sembra del tutto innocente". Allo stesso modo, il recensore John Puccio ha affermato che "Ariel è forse il personaggio animato dall'aspetto più sexy che gli artisti Disney abbiano mai disegnato". Nella sua recensione del prequel direct-to-video, James Plath di DVD Town ha scritto: "Per le bambine, Ariel è una delle principesse Disney più amate e occupa anche un posto caldo nel cuore dei genitori". Rory Aronsky di Film Threat ha elogiato la performance vocale di Jodi Benson nel prequel direct-to-video, scrivendo che "Benson aggiunge altro al fascino di Ariel per i fan più grandi e le ragazze più giovani che stanno appena imparando a conoscerla, così come le generazioni non ancora nate che lo faranno senza dubbio affezionarsi a lei, assicurando la continua esistenza del franchise".
Nella recensione de La sirenetta, lo staff di TV Guide ha scritto che Ariel somigliava a "una Barbie denaturata e dai capelli grandi, nonostante la sua figura a clessidra e il succinto reggiseno a conchiglie". Tamara Weston di Time ha scritto che mentre Ariel è meno passiva e più volitiva delle precedenti Biancaneve, Cenerentola e Aurora, rinuncia alla sua voce per stare con un uomo che viene in suo soccorso al culmine del film. Hal Hinson del Washington Post ha scritto che sarebbe difficile per i bambini relazionarsi con i "sentimenti di disincanto e desiderio di un altro mondo" di Ariel e che lei "non ha molta personalità". Tuttavia, ha anche scritto una dichiarazione positiva su Ariel, dicendo che è stato "rinfrescante vedere un'eroina che ha un'idea di ciò che vuole e delle risorse per seguirlo". Nell Minow di Common Sense Media aveva una visione mista di Ariel, elogiandola per essere "avventurosa, ribelle e coraggiosa", ma anche criticando che "rinuncia a tutto - la sua famiglia, la sua casa, la sua voce - per amore, anche se la sua fiducia nella strega del mare mette in pericolo tutti quelli che ama." Daphne Lee di The Star ha definito Ariel "fastidiosa" e ha continuato affermando che "è una ragazza sciocca che rinuncia alla sua voce e alla sua famiglia per un uomo di cui non sa quasi nulla".
Sono stati in gran parte i risultati di queste recensioni negative su Ariel che hanno portato l'allora presidente della Disney Animation Jeffrey Katzenberg a decidere di aggiungere una "svolta femminista" al prossimo adattamento delle fiabe Disney, La bella e la bestia, e per estensione fare della protagonista femminile, Belle, una femminista, oltre ad assumere Linda Woolverton come sceneggiatrice principale del film.
Nonostante la sua accoglienza critica mista, Ariel rimane popolare tra il pubblico ed è considerata uno dei personaggi animati più iconici e amati della Disney, con la sua specifica combinazione di colori di capelli rossi, conchiglie lavanda e coda verde che la rendono distintamente identificabile. Un sondaggio di Internet Movie Database ha mostrato che Ariel è il secondo personaggio animato dai capelli rossi più affascinante dopo Jessica Rabbit. Nell'agosto 2011, Jodi Benson è stata premiata con un Disney Legends per il suo lavoro come Ariel e per i suoi altri progetti alla Disney.
BuzzFeed ha classificato Ariel come la quarta principessa Disney più popolare. Un sondaggio simile condotto da Comingsoon.net ha classificato Ariel come la quarta migliore principessa Disney, con il 9% dei voti. Ariel è la quinta principessa Disney più venduta su eBay nel 2013.
Al personaggio è dedicata una convenzione semestrale chiamata ArielCon. Ariel è un "ambasciatore" ufficiale per la campagna "Keep Our Oceans Clean" del Fondo per la Difesa Ambientale, la Olympic Coast National Marine Sanctuary e la National Oceanic and Atmospheric Administration. Dal 2007 in poi, la Disney ha lanciato una campagna pubblicitaria chiamata "Disney Dreams Portraits" con celebrità travestite da vari personaggi Disney e fotografata da Annie Leibovitz; Julianne Moore è stata fotografata come Ariel per questa campagna.